# Tetrastichus longiscaposus
Tetrastichus longiscaposus är en stekelart som beskrevs av Boucek 1988. Tetrastichus longiscaposus ingår i släktet Tetrastichus och familjen finglanssteklar. Inga underarter finns listade i Catalogue of Life.